# Tinamú de Berlepsch
El tinamú de Berlepsch (Crypturellus berlepschi) és una espècie d'ocell de la família dels tinàmids (Tinamidae) que viu a la selva humida de l'oest de Colòmbia i el nord-oest de l'Equador.